# Adam Heinrich Müller
Adam Heinrich Müller (1826-tól Adam Heinrich Müller von Nittersdorff) (Berlin, 1779. június 30. – Bécs, 1829. január 17.) német közgazdász és politikus, a gazdasági romanticizmus egyik előfutára.

## Életpályája
Göttingenben jogot tanult, majd magántanító lett. 1811-ben Metternich szolgálatába állt.

## Gazdasági nézetei
Bírálva a tőkés fejlődést, a társadalmi bajok orvoslásának eszközét a feudális, középkori állapotokhoz való visszatérésben látja. Szerinte a tőkés vállalkozó önző anyagi érdekből a munkást egyszerű gépnek tekinti csupán. Müller rámutat arra, hogy a polgári társadalomban minden dolognak kettős jellege van. „Minden dolog egyrészt tulajdonosához kapcsolódik és ugyanakkor kapocs is tulajdonosa és más emberek között.” Ugyanakkor az egyén is egyrészt „magánember”, másrészt „polgár”, egyrészt saját érdekeit hajhássza, másrészt a közérdeket valósítja meg, azaz a társadalom érdekében tevékenykedik. Müller feudális beállítottságára jellemző, hogy a gazdagság forrását nemcsak a termelésben látja, hanem a szükségletekben, és magában a fogyasztásban is, hiszen a szükséglet, a fogyasztás az, ami ösztönzi a termelést. A gazdasági élet alapjává ismét a mezőgazdaságot kívánja tenni. De olymódon, hogy a mezőgazdaságban ne váljon uralkodóvá a nyereségre történő termelés. E célból szerinte meg kell akadályozni, hogy a föld adás-vétel tárgya legyen. Az iparban a céhformát tartja az ideális szervezeti formának, mely a régi kötöttségek mellett biztosítja az egyének számára a közösség segítségét is. Az államban látja azt az erőt, amely megszünteti a termelőknek a tőkés fejlődés által létrehozott szétforgácsoltságát és feltartóztatja a tőkés fejlődést. Támadja a francia felvilágosítók szerződéses államelméletét. Szerinte az állam nem egyszerűen jogi intézmény, hanem mint az emberi viszonyok összessége független az egyén akaratától. Az egyén léte csak az államban képzelhető el és feltétel nélkül alá van vetve az államnak. Az állam nemcsak a most élő embereket foglalja magába, hanem az elődöket is, akiknek tudása, tapasztalata „nemzeti tőkeként” tovább él a nemzeti műveltségben, intézményekben, jogrendszerben, s segíti a most élő generációt. Az adó pedig nem más, mint ennek az elődtől az utódokra hagyományozott „szellemi tőkének” a kamata.